# C、Dですと!?
『C、Dですと!?』（シー ディーですと）は、2015年6月24日にZEN MUSICより発売された日本の4人組ボーカルグループ・GReeeeNのベスト・アルバム。

## 概要
2009年発売の「いままでのA面、B面ですと!?」に次ぐ2枚目であり、2011年以降に発売されたシングル・アルバムからGReeeeNが今、聴いてほしい曲を収録したベストアルバム。
Cは「Chikagorono〜」、Dは「Dear&Friend」という意味を込め、本タイトル名の由来となっている。
ジャケット写真や歌詞カード内部にはメンバーのシルエットが使われている。
なお、2011年以降に発売されたシングル曲のうち、「OH!!!! 迷惑!!!!」のみ収録されていないが、カップリングの「一番星」は収録されている。

## 仕様
| タイトル                               | 特典           | 価格   | 販売生産番号 |
| -------------------------------------- | -------------- | ------ | ------------ |
| 初回盤A 「ライブとか楽しむグッズ付盤」 | 2CD+DVD+グッズ | 6760円 | UPCH-7022    |
| 初回盤B「観て聴いて楽しむ盤」          | 2CD+DVD        | 4060円 | UPCH-7023    |
| 初回盤C「1枚で楽しむ盤」               | 1CD            | 2160円 | UPCH-7029    |
| 通常盤「たっぷり聴く！お得盤」         | 2CD            | 2980円 | UPCH-7024    |

## 収録曲

### Disc 1 「Chikagorono A面・B面ベスト」
1. 僕らの物語
23rdシングル。
日本テレビ系「第92回全国高等学校サッカー選手権大会」応援歌。
2. 愛すべき明日、一瞬と一生を
24thシングル。
東京個別指導学院 TVCMソング。
3. 花唄
12thシングル。
テレビ東京系『JAPAN COUNTDOWN』2011年6月度エンディングテーマ。
4. イカロス
20thシングル。
カルピスソーダ CMソング。
5. ソラシド
13thシングル。
テレビ朝日系『お願い!ランキング』2011年8月度エンディングテーマ。
6. ミセナイナミダハ、きっといつか
15thシングル。
フジテレビ系ドラマ『ストロベリーナイト』主題歌。
7. 桜color
19thシングル。
スーツのAOKI CMソング。
8. 春を待ちわびて
15thシングルのカップリング曲。アルバム初収録。
9. 雨唄
20thシングルのカップリング曲。アルバム初収録。
10. 卒業の唄 〜アリガトウは何度も言わせて〜
24thシングルのカップリング曲。
AOKI フレッシャーズ応援フェア編 CMソング。
11. 一番星
17thシングルのカップリング曲。アルバム初収録。
12. every
12thシングルのカップリング曲。
アサヒビール一番麦 CMソング。

### Disc 2「Dear&Friend」
1. オレンジ
16thシングル。
シーブリーズ CMソング。
2. HEROES
21stシングル。
読売テレビ・日本テレビ系ドラマ『でたらめヒーロー』主題歌。
読売ジャイアンツ 菅野智之選手 登場曲。
3. 恋文 〜ラブレター〜
14thシングル。
東宝系配給映画『アントキノイノチ』主題歌。
4. 愛し君へ
22ndシングル。
フジテレビ系ドラマ『Oh,My Dad!!』主題歌
特別な表記はないが、アレンジがシングルとは異なったバージョンで収録されている。
5. 雪の音
18thシングル。
JR SKI SKI CMソング。
6. あの日のオレンジ
6thアルバム『今から親指が消える手品しまーす。』収録曲。
エリエール 35周年タイアップソング。
7. 風
配信シングルで、6thアルバム『今から親指が消える手品しまーす。』収録曲。
JTB『JTBの夏旅 ハワイ篇』『JTBの夏旅 沖縄篇』 CMソング。
8. weeeek
4thアルバム『歌うたいが歌うたいに来て 歌うたえと言うが 歌うたいが歌うたうだけうたい切れば 歌うたうけれども 歌うたいだけ 歌うたい切れないから 歌うたわぬ!?』収録曲。
9. あいうえおんがく♫
5thアルバム『いいね!(´・ω・｀)☆』収録曲。
テレビ東京系アニメ『LINE TOWN』・『LINE OFFLINE サラリーマン』オープニングテーマ。
10. Green boys
4thアルバム『歌うたいが歌うたいに来て 歌うたえと言うが 歌うたいが歌うたうだけうたい切れば 歌うたうけれども 歌うたいだけ 歌うたい切れないから 歌うたわぬ!?』収録曲。
NHK『アスリートの魂』2011年度テーマソング。
11. pride
4thアルバム『歌うたいが歌うたいに来て 歌うたえと言うが 歌うたいが歌うたうだけうたい切れば 歌うたうけれども 歌うたいだけ 歌うたい切れないから 歌うたわぬ!?』収録曲。
12. ビリーヴ
配信シングル。
はたちの献血 テーマソング。
13. 夏の音
配信シングル。
キリン「生茶」キャンペーンソング。
14. 愛唄
3rdシングル。
日本テレビ系『歌スタ!!』2007年5月度エンディングテーマ。

### DVD（「ライブとか楽しむ盤」、「見て聴いて楽しむ盤」のみ）
1. ソラシド
2. 花唄
3. 恋文〜ラブレター〜
4. ミセナイナミダハ、きっといつか
5. オレンジ
6. 雪の音
7. 桜color
8. イカロス
9. HEROES
10. 愛し君へ
11. 僕らの物語
12. 愛すべき明日、一瞬と一生を
13. あいうえおんがく♫
14. あの日のオレンジ
15. 愛唄